# Lothar Dombrowski

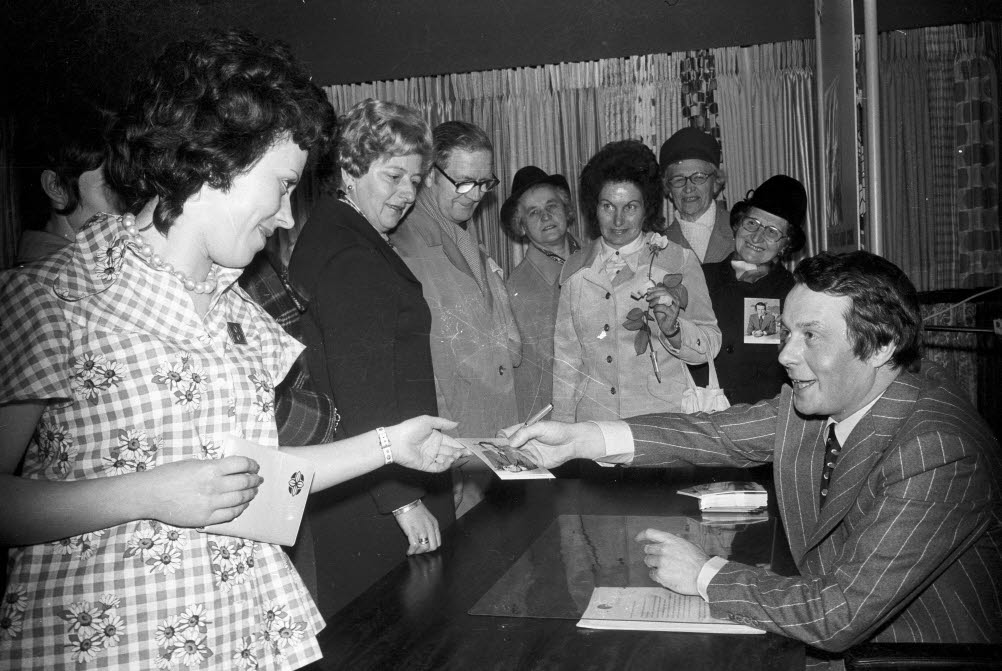
Lothar Dombrowski 1973 bei einer Autogrammstunde

Lothar Dombrowski (* 22. Dezember 1930 in Bromberg, Woiwodschaft Posen; † 2. September 2001 in Bergisch Gladbach) war ein deutscher Journalist, Moderator und Sänger.

## Leben
Von 1948 bis 1950 studierte Dombrowski einige Semester Medizin und absolvierte anschließend an der Hochschule für Musik „Hanns Eisler“ Berlin eine Gesangsausbildung. 1960 trat er sein erstes Engagement als lyrischer Bariton in Kaiserslautern an.
Seine Fernsehkarriere begann am 1. Juli 1965 als Hörfunk- und Fernsehsprecher beim Südwestfunk Baden-Baden (SWF). Vom 1. Januar 1967 bis zum 31. Mai 1974 war er Sprecher der Tagesschau. Am 1. Juni 1974 wechselte der Journalist als festangestellter Hörfunksprecher zum WDR. Er moderierte die ARD-Fernsehsendung Schaukelstuhl sowie die WDR-Reihe Mittwochs in … Außerdem prägte seine Stimme das Mittagsmagazin auf WDR 2. Darüber hinaus übernahm Dombrowski Moderationen von Showsendungen wie Glücksspirale, Ein Platz an der Sonne und UNICEF Gala. Von Juli 1975 bis zu seinem Ruhestand 1993 war er Leiter des Aktuellen Sprecherdienstes im Hörfunk.
Dombrowski hatte einen Sohn und eine Tochter.
Georg Schramms gleichnamige Kabarettfigur – ein renitenter, einarmiger, altpreußischer Rentner – ist nach ihm benannt.

## Hörspiele
- 1971: Alfred Behrens: John Lennon, du musst sterben – Regie: Alfred Behrens
- 1972: Alfred Behrens: Nur selbst sterben ist schöner – Regie: Manfred Marchfelder
- 1977: H. G. Wells: Krieg der Welten – Regie: Klaus Schöning
- 1977: Günther Klonz: Auf höheren Befehl oder Ein deutsches Märchen – Regie: Friedhelm Ortmann
- 1995: Rüdiger Thonius, Dirk Vanderbeke: Arthur de Vaux: Aus dem Wörterbuch der Teufel – Regie: Michael Schlimgen